# David du Plessis
David Johannes du Plessis (7 de fevereiro de 1905 - 31 de janeiro de 1987) foi um ministro pentecostal sul-africano, e é considerado um dos principais fundadores da movimento carismático, em que a experiência pentecostal se espalhou para igrejas não-pentecostais no mundo inteiro.

## Biografia
Ele converteu-se para o cristianismo evangelical aos 16 anos, e recebeu o que o batismo no Espírito Santo com de 18 anos idade, acompanhado de falar em línguas. Ele foi ordenado em 1928 pela Missão da Fé Apostólica da África do Sul, e mudou-se para o Estados Unidos em 1949, onde trabalhou junto a Assembleia de Deus até sua exclusão em 1962 por sua campanha de aproximação entre cristãos.
Originalmente evitando outros movimentos, ele se tornou um crente ativo no ecumenismo, a partir de seus esforços em 1950 para compartilhar a experiência pentecostal com cristãos de denominações históricas, principalmente o catolicismo romano. Sua principal porta de entrada para o ecumenismo foi através de sua amizade com John McKay, então Presidente do Seminário de Princeton, Nova Jersey. McKay convidou Du Plessis a aderir ao Concílio Missionário Internacional em Willingen, Alemanha Ocidental, em 1952. Lá, ele ganhou o apelido de "Sr. Pentecostes".
Ele foi um membro de apoio e "observador" pentecostal no Concílio Mundial de Igrejas em 1954 e 1961 respectivamente, e foi convidado a servir como representante pentecostal no Concílio do Vaticano II.
Du Plessis intitulou sua autobiografia The Spirit Bade Me Go, como ele acreditava que Deus o tinha ordenado para levar a mensagem pentecostal a outras denominações, e em particular ao Concílio Mundial de Igrejas. Recontando um encontro com 24 líderes ecumênicos em Connecticut, Du Plessis escreveu:
Eu poderia recordar o dia quando eu quisesse eu poderia ter firmado os meus olhos sobre os homens para denunciar a sua teologia e suplicar o juízo de Deus sobre eles para o que eu considerava suas heresias e falsas doutrinas.... Depois de algumas palavras introdutórias de repente senti um calor vindo de mim. Eu sabia que este era o Espírito Santo me tomando, mas o que ele estava fazendo em mim? Em vez do velho espírito de duras críticas e de condenação em meu coração, agora eu sentia tanto amor e compaixão por esses líderes eclesiásticos que eu preferia ter morrido para eles do que passar sentença sobre eles.